# Ејткин (Минесота)
Ејткин (енгл. Aitkin) град је у америчкој савезној држави Минесота.

## Демографија
По попису из 2010. године број становника је 2.165, што је 181 (9,1%) становника више него 2000. године.
| Група             | 2000.         | 2010.         |
| Белци             | 1.925 (97,0%) | 2.048 (94,6%) |
| Афроамериканци    | 3 (0,2%)      | 18 (0,8%)     |
| Азијати           | 5 (0,3%)      | 7 (0,3%)      |
| Хиспаноамериканци | 15 (0,8%)     | 27 (1,2%)     |
| Укупно            | 1.984         | 2.165         |